# La Sentinelle (Zeitung)
La Sentinelle (französisch für Die Schildwache) war eine sozialdemokratische Tageszeitung aus dem Neuenburger Jura.

## Geschichte
Neuenburger Arbeiterorganisationen gründeten La Sentinelle 1890. Hauptträgerin war die Union des Sociétés Ouvrières de La Chaux-de-Fonds. Die Zeitung erklärte 1890 dem Machtspiel von Radikal-Liberalen und Grütlianern eine Absage. Ab 1901 war Charles Naine ihr Redaktor. Als Tageszeitung erschien La Sentinelle ab 1912 im Verlag der Genossenschaftsdruckerei der Industriestadt La Chaux-de-Fonds. Das Blatt wurde von den sozialdemokratischen Parteien des Kantons Neuenburg und des (damals auch den heutigen Kanton Jura umfassenden) Berner Juras unterstützt.
Finanziell angeschlagen, fusionierte sie im Oktober 1965 mit Le Peuple, der sozialdemokratischen Tageszeitung der Waadt und Genfs, und erschien unter dem Doppelnamen Le Peuple – La Sentinelle (französisch für: Das Volk – Die Schildwache). Wirtschaftlich erfolgreich war dieser Zusammenschluss jedoch nicht, weshalb die Zeitung 1971 ihr Erscheinen einstellen musste. Die Zeitung ist digitalisiert über den Bibliotheksverbund der französischsprachigen Schweiz (RERO) sowie über das digitale Zeitungsarchiv der Schweizer Nationalbibliothek einsehbar.

## Inhaltliche Ausrichtung
Verschiedene bekannte Politiker und Schreiber publizierten in der Sentinelle und gaben ihr ein pazifistisches, antimilitaristisches, antikommunistisches, antifaschistisches und polemisches Profil. Bis in die 1950er-Jahre hatte sie damit bei der Leserschaft Erfolg, während des Zweiten Weltkriegs hingegen geriet sie deswegen wiederholt mit der Pressezensur in Konflikt. Insbesondere die Angriffe gegen Deutschland und Artikel, welche über den Holocaust berichteten, brachten die Behörden in Bern in Rage. Im gleichen Stil nahm die Zeitung während des Algerienkrieges zur französischen Politik in Nordafrika kritisch Stellung.

## Autoren
Zu den bekannten Autoren gehörten Walter Biolley, Charles Naine (Chefredaktor ab 1902), Ernest-Paul Graber, Jules Humbert-Droz, Lucien de Dardel oder Edmond Privat. Der letzte Chefredaktor war ab 1963 René Meylan.